# Pfälzischer MC

Die Pfälzische MC waren Triebwagen mit Gleichstrommotoren, welche über Akkumulatoren gespeist wurden. Das Musterfahrzeug wurde 1900 auf Bestellung der Pfälzischen Eisenbahnen von einem Firmenkonsortium bestehend aus Waggonbau Rastatt – zuständig für das Chassis und den Wagenaufbau, der Firma Kummer aus Dresden – zuständig für die elektrische Ausrüstung – und dem Hersteller der Akkumulatoren, der Firma AfA aus Berlin, gebaut. Das Fahrzeug hatte sieben Abteile der III. Klasse mit insgesamt 68 Plätzen. Im Bedarfsfall konnte noch ein Anhängerwagen mit max. 10 t Leergewicht und 50 Sitzplätzen angehängt werden.

## Entwicklung
Die Pfälzischen Eisenbahnen erprobten ab 1896 verschiedene „Omnibuswagen mit elektrischem oder Gasmotorenantrieb“. Vom 25. Mai bis 31. Dezember 1896 legten die zwei von der Lieferfirma Akkumulatorfabrik Hagen kostenlos überlassenen Akkumulatortriebwagen auf der schmalspurigen Strecke zwischen Ludwigshafen und Mundenheim 20.796 km zurück und beförderten 72.400 Personen.
Diese positiven Erfahrungen veranlassten die Direktion der Pfälzischen Eisenbahnen auch den Probebetrieb von Regelspurfahrzeugen anzugehen. Die Firmen Akkumulatorfabrik Hagen und Schuckert & Cie Nürnberg stellten kostenlos die Ausrüstung für zwei Testfahrzeuge zur Verfügung, welche von der Werkstätte Ludwigshafen aus zweiachsigen Abteilwagen der III. Klasse umgebaut wurden. Ab dem Februar 1897 wurden die Versuchsfahrten mit den Wagen Pfalz.B. 226 und Pfalz.B. 5135 auf den Strecken Ludwigshafen-Neustadt bzw. Ludwigshafen-Frankenthal durchgeführt. Ab dem 1. Mai 1897 standen die beiden Fahrzeuge im Regeleinsatz. Die Fahrten erfolgten je mit einem Motorwagen und einem bis zwei Anhängewagen.

## Beschaffung
Die Tests mit dem Probewagen fielen so zufriedenstellend aus, dass schon 1898 der Bau eines weiteren Wagens beauftragt wurde. Auch dieser wurde von der Werkstätte Ludwigshafen gebaut. Dabei wurde das Chassis und der Wagenkasten eines zweiachsigen Abteilwagens in einen dreiachsigen Akkumulatortriebwagen der III. Klasse umgebaut. Die Auslieferung dieses Wagens verzögerte sich allerdings. Man entschloss sich 1899, zwei Neubauwagen zu bestellen, welche von den Firmen Rastatt, Kummer und AfA 1900 geliefert und als Wagen Pfalz.B. 3050 und Pfalz.B. 5130 eingereiht wurden. Die Pfälzischen Akkumulatortriebwagen wurden in den Bestand der Wagen übernommen. Der Pfälzische MC hatte im Wagenstandsverzeichnis von 1913 die Blatt-Nr. 49.

## Einsatz
Die Laufleistungen und Einsatzstrecken der Normalspurigen Akkumulatortriebwagen der Pfalzbahn waren:
| Jahr | Laufleistung | Strecken                                                                                        |
| ---- | ------------ | ----------------------------------------------------------------------------------------------- |
| 1897 | 48.810 km    | Ludwigshafen – Neustadt bzw. Ludwigshafen – Worms                                               |
| 1898 | 48.852 km    | wie vorstehend                                                                                  |
| 1899 | 57.225 km    | wie vorstehend                                                                                  |
| 1900 | 96.912 km    | Ludwigshafen-Neustadt, Ludwigshafen-Worms, Neustadt–Winden, Neustadt-Dürkheim, Landau–Annweiler |
| 1901 | 154.014 km   | wie vorstehend und Schifferstadt-Speyer                                                         |
| 1902 | 178.200 km   | wie vorstehend und Landau-Germersheim                                                           |
| 1903 | 212.214 km   | wie vorstehend                                                                                  |
| 1904 | 191.000 km   | wie vorstehend                                                                                  |
| 1905 | 176.000 km   | wie vorstehend                                                                                  |
| 1906 | 158.000 km   | wie vorstehend                                                                                  |
| 1907 | 170.000 km   | wie vorstehend                                                                                  |
| 1908 | 171.844 km   | wie vorstehend                                                                                  |

Ladestellen für die Fahrzeuge befanden sich in den Bahnhöfen Ludwigshafen, Neustadt, Landau und Schifferstadt.

## Verbleib
Alle Wagen wurden 1909 bei der Übernahme und Integration der Pfälzischen Eisenbahnen in die königlich Bayerischen Staatsbahnen in deren Wagenpark eingereiht. 1925 wurden die Wagen von der Deutschen Reichsbahn übernommen und als Gattung AT 206 mit den Nummern 301 und 302 der Direktion Ludwigshafen zugeordnet. Während der Wagen 301 bereits 1927 wieder in einen Personenwagen der III. Klasse rückgebaut wurde, wurde der Triebwagen 302 1927 in die Nummer 206 umnummeriert und an die RBD Kassel abgegeben.

## Konstruktion
Das Untergestell war aus Stahlprofilen zusammen genietet, der Wagenaufbau eine Holz-Ständerkonstruktion mit sieben Abteilen, die Seitenwände mit Blechen verkleidet. Im Aussehen war das Fahrzeug vergleichbar mit den preußischen Abteilwagen.
Das Laufwerk bestand aus zwei angetriebenen sowie einer nichtangetriebenen Achse, die als Vereinslenkachse ausgebildet war. Die Raddurchmesser waren für alle Achsen gleich.
Als Zugvorrichtung waren Schraubenkupplungen und als Stoßvorrichtung Stangenpuffer eingebaut.
Als Bremsen standen an jedem Wagenende Spindelhandbremsen zur Verfügung, welche beidseitig auf die jeweilige Achse wirkten.

## Maschinenanlage
Als Motoren waren zwei zweipolige Gleichspannung-Reihenschlussmotoren in Tatzlagerausführung eingebaut, welche über ein einfaches Zahnradgetriebe auf die jeweilige Endachse wirkten. Die Stromversorgung wurde durch insgesamt 156 Akkumulatoren vom Typ VII G C 100 mit einer Kapazität von 225 Ah je Zelle sichergestellt. Während der Fahrt waren sämtliche Zellen in Reihe geschaltet. Die Speicherelemente wurden unter 26 aufklappbaren Sitzen eingebaut. Sie konnten zum Wechseln mittels einer Hebevorrichtung durch die Türen herausgehoben werden. Während des Ladevorgangs wurden die Zellen in zwei Reihen zu je 78 Elementen parallel geschaltet. Die Entlüftung der Batterien erfolgte durch statische Lüfter (Staurohre) in den Seitenwänden. Der Fahrbereich der anfänglich verwendeten Großoberflächen-Akkumulatoren betrug 30 – 40 km. Sie wurden später durch Gitterplatten-Akkumulatoren ersetzt die einen Fahrbereich von bis zu 100 km ermöglichten.

## Fahrgastraum
Dem Einsatz im leichten Personenverkehr angepasst hatte das Fahrzeug insgesamt sieben Abteile der III. Klasse mit jeweils 10 Plätzen. In den Abteilen „D“  und „F“ entfiel jeweils ein Platz zugunsten einer Ofenheizung. Ein Abort war nicht vorhanden. Die elektrische Beleuchtung wurde ebenfalls über die Batterien versorgt.